# 衛軍
衛軍是元朝宿衛制度的一環。
早期蒙古帝國以怯薜為主要的中央護衛的軍事力量。元世祖忽必烈成為中國的皇帝後，設立中國式的宿衛組織衛軍，以取代怯薜作為中央軍隊主力的地位。其一方面是吸收中國的傳統，一方面是在忽必烈當時與阿里不哥爭位，認為原有的蒙古怯薜似不可靠，而希望運用支持他的漢軍，因此在一些漢人顧問的建議下建立了衛軍，其為自各地漢軍中徵調而來，實際上的組織則同於蒙古的萬戶。
衛軍雖以漢人為主，但是一多元種族的團體，統治者試圖使各族之間力量互相牽制，其選兵大致由一般軍中精銳者當之，也有直接僉選於平民的，被選上其家成為軍戶，同於一般軍隊，其義務如自給養、上番等亦與一般軍相同，而無怯薜可獲得生活上補助之特權。然衛軍仍有其重要功能，他們一方面防守京师，一方面成為中央的重要武力，並在經濟上具有屯田和勞役的功能，由於衛軍力量的舉足輕重，其在元代中央政權的轉移上佔了重要的地位，元代後期的帝位爭奪及權臣掌權都要倚仗衛軍。